# Sukob u Askeranu
Sukob u Askeranu odvijao se 22. i 23. veljače 1988. u gradu Askeranu i označio je početak armensko-azerskog sukoba koji je eskalirao u Rat u Gorskom Karabahu. Nakon sukoba u Askeranu dogodio se pogrom u Sumqayıtu nad armenskim pučanstvom.

## Sukob
Nasilja između Armenaca i Azera počela su još u listopadu 1987. kada su u selu Çardaqlı, azerski komunistički dužnosnici kaznili nezadovoljnike mlaćenjem, uključujući žena, djece i staraca. Uskoro su Armenci počeli protjerivati Azere iz sela u Armeniji i Gorskom Karabahu.
Prvo nasilje sa smrtnim posljedicama dogodilo se u okrugu Akne. Dva dana nakon zahtjeva Vijeća Gorskog Karabaha da se regija Gorski Karabah pripoji Armenskoj SSR, 22. veljače skupina Azera okružila je mjesno sjedište Komunističke partije i zahtijevala obavještenja o glasinama da su ubijeni Azeri u Stepanakertu. Obavješteni su da se takvo što nije dogodilo, no okupljeni su odbili povjerovati. Nezadovoljni obavješću, tisuće ljudi su se počele kretati prema Gorskom Karabahu, usputno se osvećujući.
Oko 8 tisuća Azera iz Akne ušlo je u oblast Gorskog Karabaha i kretalo se željeznicom prema Stepanakertu. Putem su razbijani uredi, oprema i vozila tvornica. Neki iz gomile uputili su tradicionalnu opomenu i vratili se kućama, dok su se drugi nastavili kretati. Nekoliko kilometara od Askerana, s nasilnim prosvjednicima suočila se azerska i lokalna askeranska milicija. Vlasti su mobilizirale oko tisuću milicajaca, što je bilo nedovoljno za blokiranje marša. Gomila je uspjela prijeći na glavnu cestu i raštrkala se po okrugu. Nakon pljačke dodatne dvije tvornice i demoliranja milicijske postaje, gomila se sukobila sa stanovnicima Askerana. Uskoro su pozvane postrojbe Crvene armije iz mjesnog garnizona da smire situaciju. U sukobu s vlastima poginula su dva azerska prosvjednika, mlađi je imao 16 godina. Jednog od poginulih ubila je vojska. Među ozlijeđenima bilo je i 50 armenskih civila i nepoznat broj milicajaca.
Sukob u Askeranu bio je povod za pogroma u Sumqayıtu nad armenskim pučastvom. Azerke izbjeglice iz armenskog grada Kapana su se okupile u Sumqayıtu i optužile Armence za ubojstva, silovanja žena i sakaćenja. Komunistički dužnosnici i istaknuti mjesni pjesnik pokušali su smiriti javnost, no poruke su ignorirane i započelo je nasilje. Zamjenik glavnog tužitelja Aleksandar Katusev na sovjetskoj televiziji je izvijestio da su dva stanovnika iz okruga Akne bila žrtve "zločina počinjenih od izoliranih huliganskih elemenata". Unatoč upozorenju glavnog tajnika Komunističke partije Gorskog Karabaha Henrika Pogosjana da se ne objavljuje nacionalnost poginulih radi sigurnosti, Katusev je objavio da su ubijeni imali "muslimanska prezimena". Ova vijest bila je objavljena kako bi se pokazala težina sukoba i kako bi se smirile strasti. No, vijest o smrti dovela je do eskalacije nasilja u pokolju nad Armencima koji je trajao više od dva dana. Nasilje su dijelom vodile azerske izbjeglice koje su već bile kivne na Armence, i time više što su morali pronaći sklonište u neurednim prostorijama Sumqayıta. Koliko je pogrom bio spontan ostaje upitno, jer su metalne šipke kojima je napadano armensko pučanstvo bile unaprijed izoštrene, a armenski aktivisti su tvrdili da su izbjeglice u stvari bile provokatori doveženi u Sumqayıt.